# イズミ岩国店
イズミ岩国店は、山口県岩国市の岩国駅前商店街の一角に存在した商業施設。

## 概要
1974年10月3日に開業。オープン当初の店名は「いずみ岩国店」だったが、イズミ本体のCI導入に伴い1980年に「イズミ岩国店」へ改称した。その後、他のイズミ店舗は「ゆめタウン」や「ゆめマート」に転換し、山口県内唯一の「イズミ」店舗となっていた。
建物は5階建てで、閉店当時、売場を展開していたのは地下1階から地上2階までで、3・4階は閉鎖、5階は事務所となっていた。イズミ直営の売り場は2015年に撤退し、1階と2階に100円ショップのダイソーイズミ岩国店が入居、地下の食品売り場はイズミグループの有限会社はなわが運営していた。
老朽化に伴い2018年10月16日をもって閉館し、「イズミ」屋号を掲げる店舗は県内から姿を消した（ただし、「イズミ」屋号から「ゆめタウン」や「ゆめマート」に変換された店舗については今なお県内に現存する）。同店の敷地は岩国駅前南地区市街地再開発事業の事業実施予定区域に含まれているが、市の支援を受けられず計画が停滞していたことからイズミは2017年9月に再開発準備組合を離脱しており、店舗跡地の活用は未定である。
その後、同再開発は市が米軍岩国基地への空母艦載機部隊配備特別交付金を活用して図書館などの複合施設を入居させることが決まり、再開発組合が地上20階建てのビルを建設して1階、2階にスーパーマーケットや飲食店などの商業施設が入る施設計画が決定、2025年度に着工し2028年3月に完成する予定である。

## アクセス
- JR岩国駅からすぐ。
- 国道188号を立石交差点から入り、岩国駅まで進む。※直営の駐車場は無い。

## 周辺の施設
- 岩国駅
- 山口銀行岩国支店
- ヤマダ電機テックランド岩国店
- フジグラン岩国